# Глафира
Глафира (на латински: Glaphyra; на гръцки: Γλαφύρα, * 35 пр.н.е.; † 7 г.) е принцеса на Кападокия, омъжена за членове на династията Иродиади.
Тя е известна жена чрез браковете си по времето на император Август.
Дъщеря е на Архелай IV Сисина, краля на Кападокия, син на Архелай III, върховен жрец на Комана и съпругата му Глафира (която за кратко време е любовница на Марк Антоний). Тя има брат и полусестра Антония Трифена.
Глафира е потомка на персийския цар Дарий I.
Глафира се омъжва през 17 пр.н.е. за възпитания в Рим юдейски принц Александър, син на Ирод Велики и Мариамна. С него тя има три деца, между тях синовете Александър (баща на Тигран VI, който става цар на Армения) и Тигран (Тигран V, цар на Армения).
Съпругът ѝ Александър е екзекутиран от баща му през 8/7 пр.н.е., а нея я изпраща със зестрата ѝ обратно в Кападокия.
Pо-късно тя се омъжва за Юба II, краля на Мавретания, чиято съпруга Клеопатра Селена, дъщеря на Клеопатра VII и римския триумвир Марк Антоний, е умряла през 6 г. Скоро след това тя се съгласява да се омъжи за Ирод Архелай, полубрат на първия ѝ съпруг Александър и се развежда с Юба II. Ирод Архелай също се разделя със съпругата си. След женитбата си Глафира страдала от чувство за вина и умира през 7 г.
Глафира е баба на Тигран VI, който става цар (58 – 63 г.) на Армения по времето на император Нерон.